# Hartmannsdorf (Saale-Holzland)
Hartmannsdorf è un comune di 672 abitanti della Turingia, in Germania.
Appartiene al circondario della Saale-Holzland (targa SHK) ed è parte della comunità amministrativa (Verwaltungsgemeinschaft) di Heideland-Elstertal.